# Oligosoma townsi
Espèce
Synonymes
- Cyclodina townsi Chapple, Patterson, Gleeson, Daugherty & Ritchie, 2008

Oligosoma townsi est une espèce de sauriens de la famille des Scincidae.

## Répartition
Cette espèce est endémique de Nouvelle-Zélande. Elle se rencontre dans les îles Mokohinau, dans l'île Chickens, dans les îles Hen, dans l'île de la Grande Barrière et dans l'île de la Petite Barrière.

## Étymologie
Cette espèce est nommée en l'honneur de David Towns.

## Publication originale
- Chapple, Patterson, Gleeson, Daugherty & Ritchie, 2008 : Taxonomic revision of the marbled skink (Cyclodina oliveri, Reptilia: Scincidae) species complex, with a description of a new species. New Zealand Journal of Zoology, vol. 35, p. 129-146 (texte intégral).